# Mazāyen
Mazāyen (persiska: مزاین) är en ort i Iran.   Den ligger i provinsen Markazi, i den centrala delen av landet, 250 km söder om huvudstaden Teheran. Mazāyen ligger 1 670 meter över havet och antalet invånare är 271.
Terrängen runt Mazāyen är kuperad österut, men västerut är den platt. Mazāyen ligger nere i en dal. Runt Mazāyen är det ganska tätbefolkat, med 56 invånare per kvadratkilometer. Närmaste större samhälle är Aznowjān, 8,1 km nordväst om Mazāyen. Trakten runt Mazāyen består i huvudsak av gräsmarker.